# Isabella av Bayern (1863–1924)
Isabella av Bayern, född 1863, död 1924, var en prinsessa av Savojen, dotter till prins Adalbert Wilhelm Georg Ludwig av Bayern (1828-1875) och hans hustru Amalia, infanta av Spanien (1834-1905). Gift 1883 med prins Tommaso, hertig av Genua.
Isabella och maken deltog mycket ofta i representation vid officiella tillfällen, såsom till exempel år 1905, under en helgonförklaring, då kungafamiljen för första gången sedan Italiens enande närvarade vid en officiell ceremoni tillsammans med påven.